# Phoenicoprocta atripennis
Phoenicoprocta atripennis là một loài bướm đêm thuộc phân họ Arctiinae, họ Erebidae.